# 太谷区
太谷区位于山西省中部、晋中盆地东部，隶属晋中市，总面积1050平方公里。區人民政府駐水秀鎮。

## 历史
春秋时称阳邑，隋时更名太谷。
太谷与邻近的平遥、祁县一样，都是晚清时期中国的金融中心之一，晋商云集之所，历来有“金太谷、银祁县、吃不完米麵的榆次县”之赞誉。
2019年12月9日，山西省人民政府网站发布《国务院批复同意晋中市部分行政区划调整》，同意太谷县撤县设区，为太谷区。

## 人口
根據第七次人口普查數據，截至2020年11月1日零時，太谷區常住人口為322099人。

## 行政区划
太谷区下辖3个镇、6个乡：
胡村镇、范村镇、水秀镇、侯城乡、北洸乡、阳邑乡、小白乡和任村乡。

## 地理与气候
太谷东南为山地，西北地势平坦。
气候有华北高地特征。

## 交通

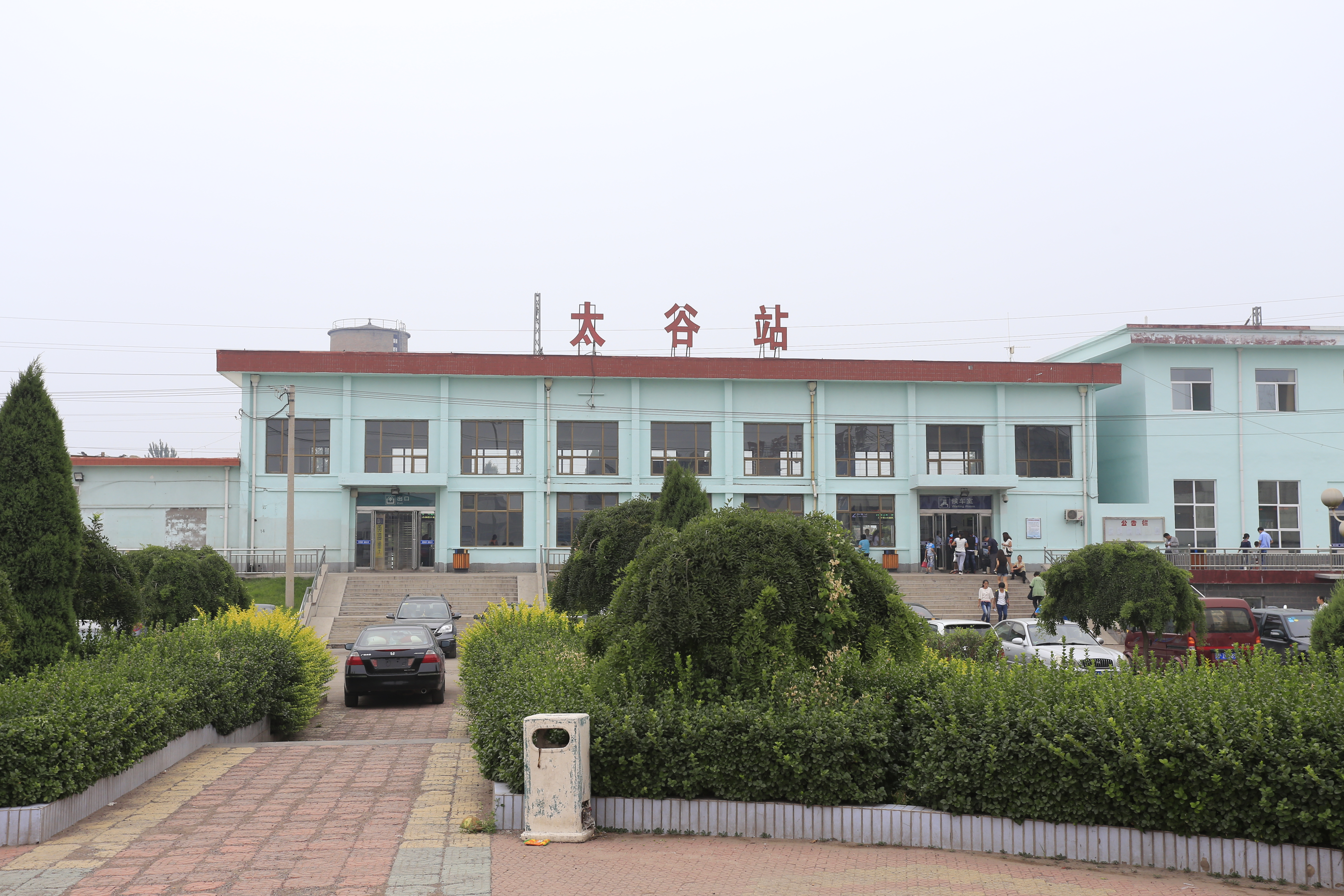
太谷站

- 铁路：同蒲铁路设太谷站、大西高铁设太谷西站、郑太高铁设太谷东站
- 公路：大运公路、 太长高速、龙城高速、 108国道、 340国道、 102省道途经县境。

## 经济
太谷经济以农业为主，主要经济作物有小麦、玉米、高粱、各种杂粮。经济果林有壶瓶枣、苹果、梨子、桃等。

## 物产
特产太谷饼和太谷壶瓶枣为中国地理标志产品。
龟龄集酒、定坤丹。

## 方言
太谷话属晋语并州片方言，有五个声调，其中两个入声调，保留有喉塞音的入声韵尾。

## 教育
境内的太谷中学、太谷二中在附近较有影响。
山西农业大学、山西农业大学信息学院、山西省交通技师学院等也都在太谷境内。原太谷师范学校经与其他师范学校合并，成立晋中师范高等专科学校，已迁往榆次区办学。

## 风景名胜
- 全国重点文物保护单位10处：安禅寺、无边寺、真圣寺、光化寺、曹家大院、净信寺、新村妙觉寺、范村圆智寺、山西铭贤学校旧址、孔家大院
- 山西省文物保护单位10处：白燕遗址、太谷鼓楼、法安寺、迁善庄寨址、太谷文庙、范村东阁、北田受奶奶庙、胡村狐爷庙、中咸阳圣果寺、李顺庭宅院、
- 晋中市文物保护单位2处：天宁寺、圣果寺
- 太谷县文物保护单位80处：太谷城隍庙、太谷县衙署、赵铁山宅院、县城旧街、永兴东钱庄旧址、正心裕钱庄旧址、乔家宅院、志成信票号旧址、协成乾票号旧址、聚利川旧址等等
- 中国历史文化名村2处：太谷县北洸镇北洸村、太谷县范村镇上安村

- 安禅寺
- 无边寺
- 山西铭贤学校旧址崇圣楼
- 孔家大院
- 太谷鼓楼
- 太谷文庙
- 太谷城隍庙

## 乡村振兴
沿太谷南山一线，20公里乡村振兴示范廊带形成了独具特色的精品乡村旅游线路。

游客可在田森现代农业科技示范园体验科技的奥秘，也可在小白万亩红枣园感受采摘的乐趣，还可在怡园酒庄品尝舌尖上的美味……

10个产业观光园、12个生态庄园，让“一二三产”融合。